# Tylium
Le tylium est un minerai fictif dans les deux versions de la série de science-fiction Galactica et Battlestar Galactica.
Il est extrêmement rare mais est essentiel comme combustible pour les vaisseaux spatiaux humains et  cylons, notamment pour l'utilisation de la commande du bond  PRL.

## Dans la série originale
Dans la série originale de 1978, le tylium est présenté comme un minerai solide à l'état naturel qui est utilisé à l'état liquide, après raffinage, par les Vipers.

## Dans la série reimaginée
Dans la série reimaginée, le minerai de tylium apparaît comme du sable jaune avant d'être raffiné afin de le rendre liquide ou il aura la texture de l'essence. Dans l'épisode « Grève Générale », le minerai de tylium est conservé dans d'énormes silos à l'intérieur des vaisseaux raffineurs. Il n'y a cependant aucune information sur le raffinage du tylium, mais celui-ci se fait entièrement dans les vaisseaux raffineurs. 
Dans l'épisode « Minerai de tylium », Gaius Baltar mentionne que le minerai libère   {\displaystyle 5\times \,10^{14}{\text{J/kg}}} et qu'il peut-être rendu inerte s'il est exposé à la radioactivité.